# Zooniverse
Zooniverse是一个Zooniverse 由公民科学联盟主办的众包公民科学平台，其总部位于牛津大学和阿德勒天文馆。和其他利用计算机闲置算力的公民科学项目（比如BOINC）不同的是，Zooniverse是利用志愿者的人工操作来完成这些托管的项目的。